# 1986年多哥未遂政变
1986年多哥未遂政变是1986年9月23日发生在西非国家多哥的一次未遂政变。当时由一群约70人的武装反对派从加纳进入首都洛美，试图推翻总统纳辛贝·埃亚德马政府，但未获成功。

## 政变
据电台报道，大约在20:00UTC，叛军乘坐约30-40辆卡车进入位于与加纳交界处的多哥首都洛美。之后，他们直奔埃亚德马将军所居住的军营，其后使用自动武器和火箭发射器袭击。
此外，叛军还袭击了电台和执政党多哥人民集會的总部。
一份电台报告称，叛军的攻击被埃亚德马本人领导的反击击退。多哥军队和战机参与了粉碎政变企图的行动。至少有13或14人在彻夜的巷战中被杀，19名叛军被俘。据国营电台报道，6名平民也被杀害。
随后，西德外交部官员在波恩称，一名西德商人，在战斗中被杀。他们称叛军的目标无疑是为了推翻政府。

## 后果
政变发生后，多哥关闭与加纳的边境。人民被命令离开街道，而洛美则实行了无限期的宵禁。
在埃亚德马要求法国提供军事援助之后，法国国防部于9月26日称，它正向多哥派遣战机和部队，并称这些部队是根据1963年与多哥达成的协议派出的。
埃亚德马在1986年12月21日的总统选举中毫无悬念的再次当选，并继续统治多哥直到2005年2月5日逝世。

### 尾注
1. ↑  . globalsecurity.org.   [2019-03-17]. （原始内容存档于2020-08-27）.
2. 1 2  . The New York Times. 1986-09-26  [2019-03-17]. （原始内容存档于2020-08-26）.
3. 1 2 3  . The Los Angeles Times. 1986-09-25  [2019-03-17]. （原始内容存档于2020-08-27）.
4. 1 2 3  . UPI Archives. 1986-09-24  [2019-03-17]. （原始内容存档于2020-08-26）.
5. ↑  . The New York Times. 2005-02-07  [2019-03-10]. （原始内容存档于2014-12-05）.
6. ↑  . BBC. 2005-02-06  [2019-03-10]. （原始内容存档于2020-08-26）.
7. ↑  Wurster 2005，第1566頁.
8. ↑  Kuranga 2012，第74頁.

### 书目
- Wurster, Patrick F.A. . Kevin Shillington  (编). . Taylor & Francis Group. 2005: 1566–1568. ISBN 1135456704.
- Kuranga, David Oladipupo. . Palgrave Macmillan. 2012  [2022-05-11]. ISBN 978-1-137-01993-6. （原始内容存档于2022-05-10）.